# الدوري الفنزويلي الممتاز 2010–11
الدوري الفنزويلي الممتاز 2010–11 (بالإسبانية: Primera División Venezolana 2010-11)‏ هو الموسم 91 من الدوري الفنزويلي الممتاز. كان عدد الأندية المشاركة فيه 18، وفاز فيه ديبورتيفو تاشيرا.